# طوبولوجيا توافيقية
الطوبولوجيا التوافيقية في الرياضيات هي جزء من الطوبولوجيا الجبرية تُستخدم فيه أساليب توافيقية. فمثلًا بما أن التماثل المبسط هو عملية بنيوية توافيقية في الطوبولوجيا الجبرية، إذن فهو ينتمي إلى الطوبولوجيا التوافيقية. نشأت الطوبولوجيا الجبرية بنشأة الطوبولوجيا التوافؤقية، ولكن توسعت الأولى وشملت الثانية في وقت ما، وربما كان ذاك الوقت في ثلاثينيات القرن العشرين عند تطوير تماثل تشيك المشارك.